# Válečný záslužný kříž

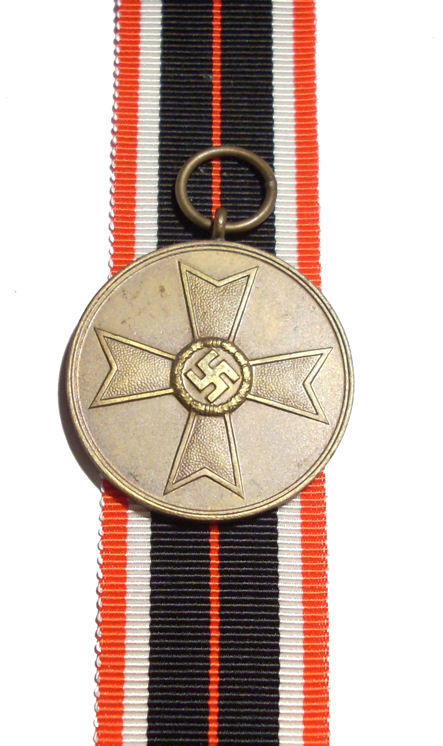
Válečná záslužná medaile se stuhou

Válečný záslužný kříž (německy: Kriegsverdienstkreuz nebo jen KVK), přesněji Řád válečného záslužného kříže (Orden des Kriegsverdienstkreuzes) bylo německé vyznamenání udělované v době třetí říše. Řád byl založen říšským kancléřem A. Hitlerem dne 18. 10. 1939. Vyznamenání bylo udíleno za zásluhy, které nemohly být oceněny železným křížem. Třídami i podobou stuhy se toto vyznamenání jasně opíralo právě o Železný kříž. Vyznamenání bylo založeno ve dvou podobách, a to s meči a bez mečů.

## Válečný záslužný kříž

### Popis
Základ vyznamenání tvoří maltézský kříž s vykrojenými rameny s tenkou obrubou vyplněný zrněním. Uprostřed je umístěn kruh se svastikou, lemovaný věncem z dubových ratolestí. Verze s meči je také protknuta dvěma vzájemně kolmými meči.

### Třídy a verze
Válečný záslužný kříž první třídy byl vyráběn z postříbřeného tombaku (druh mosazi) nebo postříbřeného zinku. K této třídě existovaly i miniatury - 16 mm na řetízku a 16, 12 a 9 mm na sponě. Uděleno bylo 483603 kusů s meči a 91239 bez mečů. Ze zadní strany je vyznamenání hladké, opatřené pouze sponou nebo šroubem se zarážkou a někdy i s označením výrobce.
Válečný záslužný kříž druhé třídy byl vyráběn buď z bronzu nebo z pobronzovaného zinku. Není opatřen označením výrobce. Také k této třídě existovaly miniatury - 9 mm na sponě a 16 mm na řetízku. Na vrchu je vyznamenání opatřeno očkem k protažení stuhy, ze zadní strany je plastický letopočet s rokem založení – 1939.
Verze s meči byla udělována za výjimečné zásluhy při vojenském vedení války nebo při ohrožení nepřátelskými vojenskými silami. Mohl jej tedy obdržet i ten, kdo přišel do styku s nepřítelem mimo frontu (tj. v zázemí), např. za boj s teroristickými složkami nebo ozbrojeným odbojem.

Verze bez mečů byla udělována za výjimečné zásluhy při plnění válečných úkolů, při kterých daná osoba nepřišla do styku s nepřáteli.

## Válečná záslužná medaile
Výnosem z 19. 8. 1940 byla založena jako nejnižší stupeň tohoto vyznamenání tzv. Válečná záslužná medaile (Die Kriegsverdienstmedaille).

Medaile je hladká a kulatá, s dvojitým lemováním z obou stran. Zepředu je plastický znak Záslužného kříže, zezadu nápis “Für Kriegsverdienst 1939” (za válečné zásluhy 1939). Stuha je stejná jako u původních vyznamenání, pouze uprostřed je nový červený pruh. Byla zhotovována z bronzu nebo pobronzovaného zinku, k dostání byla také miniatura - 16 mm na řetízku a 9 mm na sponě. Na rozdíl od samotných křížů byla medaile přísně civilním vyznamenáním a předpokladem pro získání byla činnost ve prospěch vedení války po dobu šesti měsíců.

## Rytířský kříž
Stejným výnosem jako válečná záslužná medaile byl jako nejvyšší stupeň vyznamenání založen Rytířský kříž Válečného záslužného kříže s meči a bez mečů (Das Ritterkreuz des Kriegsverdienstkreuzes mit und ohne Schwertern). Podoba byla shodná s původním křížem druhé třídy, pouze rozměrově byl větší a k hornímu ramenu bylo dvěma vzpěrami připevněno oválné očko pro provlečení stuhy na krk, neboť kříž se nosil na široké stuze jako nákrční dekorace. Kříž byl vyráběn buď přímo ze stříbra nebo z jiného postříbřeného kovu. Bylo uděleno asi 120 kusů Rytířských křížů s meči a asi 140 kusů bez mečů. K dostání byla 18 mm miniatura knoflíku.

### Zlatý rytířský kříž
8. 7. 1944 byly typy vyznamenání rozšířeny o Zlatý rytířský kříž Válečného záslužného kříže (Das Goldene Ritterkreuz des Kriegsverdienstkreuzes). Byl zhotovován z pozlaceného stříbra a měl rozměry 52 mm x 58 mm. Jeho udělování jako výsadu získal Albert Speer, jeho výroba a udělování ale nikdy nebyly zveřejněny. Zlatým rytířským křížem byly vyznamenány pouze dvě osoby: Obermeister firmy Rheinmetall-Altmärkische Kettenwerke Franz Hahne a šéf úřadu Říšského ministeria pro výzbroj Karl Otto Saur.

## Válečný záslužný kříž na vlajce
V květnu 1942 udělil Adolf Hitler devatenácti říšským podnikům čestný přídomek “Válečný příkladný podnik” za činnost ve válečné výrobě. Firmám bylo zhotoveno osvědčení a povoleno nosit na firemní vlajce vyšitý válečný záslužný kříž bez mečů (Das Kriegsverdienstkreuz auf Fahne).

## Významní nositelé rytířského kříže záslužného kříže

### Verze s meči
- SS-Oberstgruppenführer Kurt Daluege
- SS-Obergruppenführer Hans Kammler
- SS-Obergruppenführer Gottlob Berger
- SS-Obergruppenführer Hans Jüttner
- SS-Obergruppenführer Ernst Kaltenbrunner
- SS-Obergruppenführer Oswald Pohl
- SS-Obergruppenführer Otto Winkelmann
- SS-Gruppenführer Heinrich Müller
- SS-Gruppenführer Prof. Dr. Karl Gebhardt
- SS-Brigadeführer Johannes Engel
- SS-Brigadeführer August Korreng
- SS-Brigadeführer Dr. Edmund Veesenmayer
- SS-Oberführer Walther Ewert
- Generaloberstabsarzt Prof. Dr. Siegfried Handloser
- Generalarzt der Reserve Prof. Dr. Kurt Gutzeit
- Generalarzt der Reserve Prof. Dr. Ferdinand Sauerbruch
- Generalarzt der Reserve Prof. Dr. Wilhelm Tönnis
- Generaloberstabsveterinär Prof. Dr. Curt Schulze
- General der Infanterie Franz von Epp
- General der Infanterie Rudolf Gercke
- General der Artillerie Walter Warlimont
- Generalmajor Walter Dornberger
- Generalmajor Dr. Ing. Hans Leyers
- Oberst Max Wachtel
- SS-Sturmbannführer Viktor Arajs

### Verze bez mečů
- SS-Obergruppenführer Karl Hermann Frank
- SS-Oberführer Prof. Dr. Ferdinand Porsche
- SS-Obergruppenführer Wilhelm Murr
- Generalarzt der Reserve Prof. Dr. Lothar Kreuz
- Dr. Franz Hayler
- Dr. Theodor Morell
- Dr. Abraham Esau